# ماكلاغان (كوينزلاند)
ماكلاغان، هي بلدة ريفيَّة ومحليَّة في منطقة توومبا في كوينزلاند، في أستراليا. بلغ عدد سكانها 130 نسمة حسب تعداد سكان أستراليا لعام 2021.

## الجغرافيا
ماكلاغان هي بلدة صغيرة تقع على تلال دارلينج داونز، على بعد 80 كم من مدينة كراكوف (49.7 ميل) شمال غرب توومبا و 45 كم (28 ميل) شرق دالبي.
يمتد طريق دالبي-كويار من الجنوب إلى الشرق. ويمتد طريق جبال بونيا-ماكلاجان إلى الشمال. ينتهي طريق بيشي-ماغلان عند الحدود الجنوبية حيث يلتقي بطريق دالبي-كويار.

## التاريخ

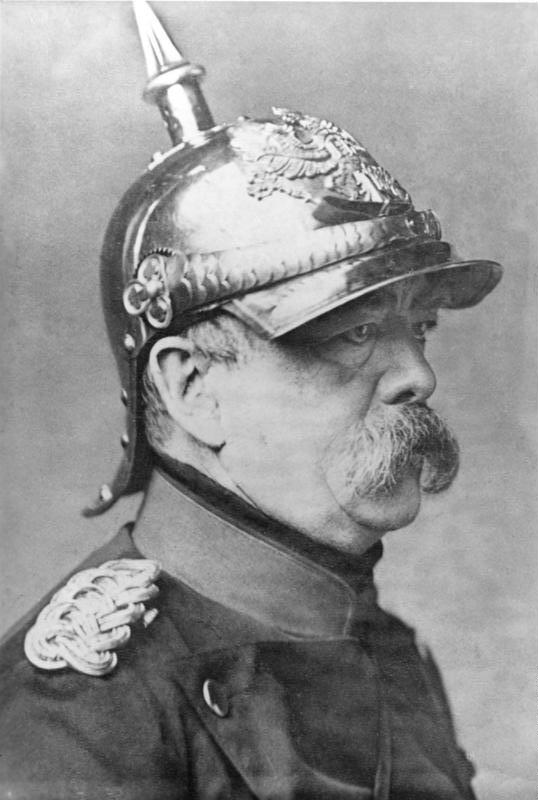
أوتو فون بسمارك

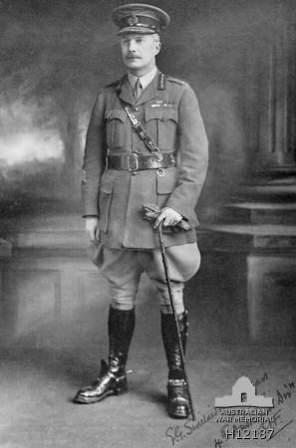
إيوان جورج سينكلير ماكلاغان

اُستكشفت بلدة ماكلاغان في 17 مايو 1889، وسميت المدينة في الأصل بسمارك على اسم أوتو فون بسمارك حتى عام 1916 عندما غُيير اسمها إلى ماكلاغان بسبب المشاعر المُعاديَّة لألمانيا خلال الحرب العالمية الأولى. تغير اسم البلدة إلى ماكلاغان تكريمًا للعميد إوين سنكلير ماكلاغان  (1868-1948). ولا يزال هناك شارعا يحمل اسم بسمارك المدينة.
افتتحت مدرسة موولا رود المؤقتة في 5 سبتمبر 1904، وفي 1 يناير 1909، تحولت إلى مدرسة موولا رود الحكومية، وفي عام 1916 تغير اسمها إلى مدرسة ماكلاغان الحكومية، والتي أغلقت في 22 يونيو 1962.
وفي 3 أكتوبر 1925، افتتحت مدرسة ماكلاغان للفنون رسميًا.

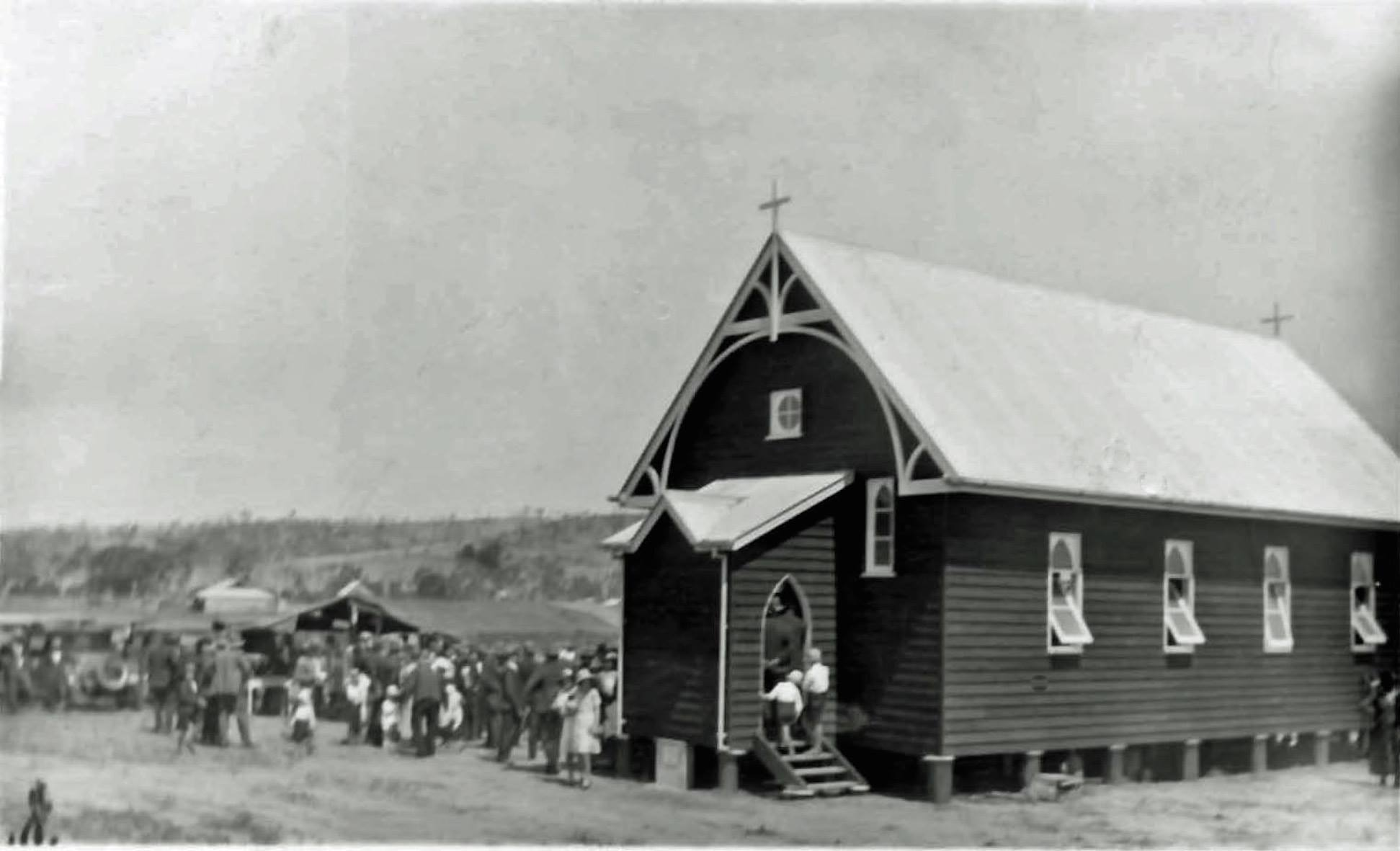
الكنيسة اللوثرية، 1936

في  3 نوفمبر 1935 افتتحت كنيسة القديس ماثيو اللوثرية   على طريق جبال بونيا إلى الغرب من المدينة. وفي عام 1961 نقلت إلى شارع مارغريت.
في 24 أكتوبر 1942، افتتحت قاعة ماكالاغان التذكارية رسميًا وخصصت لأولئك الذين خدموا في الحرب العالمية الأولى والحرب العالمية الثانية.
تأسست مصنع ريمفاير للنبيذ في عام 1992 على يد توني كونيلان في 44 شارع بسمارك، وأغلق مؤقتا بين عامي 2006 و2012.

## التركيبة السكانية
بلغ عدد سكان منطقة ماكلاغان والمناطق المحيطة بها 342 شخصًا وفق تعداد أستراليا لعام 2011.  وحسب تعداد عام 2016، بلغ عدد سكان منطقة ماكلاغان 195 شخصًا، وانخفض إلى 130 شخصًا وفق إحصائيات عدد السكان لعام 2021.

## التعليم
لا توجد مدارس في ماكلاغان، وأقرب مدرسة ابتدائية وثانوية حتى الصف العاشر هي مدرسة "كوينالو الحكومية" في بلدة كوينالو المجاورة الواقعة جنوب غرب ماكلاغان، أما بالنسبة للتعليم الثانوي حتى الصف الثاني عشر، فإن أقرب المدارس هي مدرسة "أوكي الثانوية الحكومية" في أوكي جنوبا، ومدرسة "دالبي الثانوية الحكومية" في  دالبي جنوب غرب ماكلاغان.

## مرافق
تضم ماكلاغان مكتب بريد ومتجر عام ومتحف صغير وجزارة وروضة أطفال وحديقة. كما يوجد بها ورشة لحام ومستودع للوقود.
تقع قاعة ماكلاغان التذكارية في 23-25 شارع مارغريت (27°05′06″S 151°38′03″E / 27.0849°S 151.6341°E).
تقع كنيسة القديس ماثيو اللوثرية في 7 شارع مارغريت (27°04′58″S 151°38′07″E / 27.0829°S 151.6354°E)
تقع مقبرة ماكلاغان على طريق كوينالو وودلي (27°05′44″S 151°38′16″E / 27.0956°S 151.6379°E).

## معالم سياحية
تضم ماكلاغان متحف ذكريات ماكلاغان، وهو متحف في الهواء الطلق يقع في 25 طريق "بونيا ماونتينز ماكلاغان" (27°05′00″S 151°38′00″E / 27.0834°S 151.6333°E)، ويشمل مبنى محكمة "جوندارين" الأصلي الذي تأسس عام 1884، ومدرسة "رانجيمور" الحكومية التي افتتحت عام 1913، وشاحنة توصيل الحليب "كوينالو ميلك إكسبريس".